# Esperança Caxita
Esperança Manassa Caxita - (Lunda Norte, 14 Abril de 1999) é uma mestre Internacional de Xadrez angolana. É a atual Campeã do Zonal Africano individual 4.3 "Madagáscar 2019" , Tricampeã Africana de juniores em 2013, 2014 e 2016. Começou a jogar xadrez em 2011 na escola Macovi Sport Club, conquistou o campeonato nacional de juvenis em 2012, e o campeonato de seniores em 2013.

## Biografia no Xadrez
Aos 9 anos de idade, Esperança
Caxita saiu da Lunda-Norte, rumo à casa da tia, em Luanda para estudar. Com 11 anos de idade, Esperança Caxita como toda a criança comum, passou a frequentar o parque infantil Augusto Ngangula, foi aí onde conheceu a
Macovi Sport Club, e a Convite do professor de xadrez José João, com a permissão dos seus familiares passou a frequentar a mesma para aprender a jogar xadrez.
Em 2011, jogou o seu primeiro campeonato provincial de xadrez em Luanda, convocada para Jogar o Campeonato Nacional no mesmo ano em Benguela, ficou em sexto lugar à frente de jogadoras mais antigas e mais fortes e experientes. Esperança Caxita começou a treinar mais intensamente para ver se conseguia chegar ao nível delas ou o mais próximo possível e então foram treinos atrás de treinos e muitos jogos, depois da escola era só xadrez, estava sempre disponível para jogar, fez alguns torneios em 2011 sabendo que ainda teria de treinar muito. No ano seguinte 2012, conquistou o Campeonato Nacional de juvenis.
Em 2013 conquistou o seu primeiro Campeonato Nacional de seniores, convocada para representar Angola venceu o Campeonato Africano de Juniores também pela primeira vez tornando-se na primeira WIM em Angola, no ano seguinte 2014 voltou a ganhar e em 2016 sagrou-se Tricampeã Africana vencendo pela 3 vez consecutiva. Entre os anos 2018-2019 tornou-se Campeã do Zonal Africano individual 4.3 para o feminino em Madagáscar.
Representou Angola em 2 mundiais de juniores 2017 e 2018 e deu a sua participação em 4 olimpíadas 2012, 2014, 2016 e 2018.
Esperança Caxita é membro titular da seleção Nacional de Angola que no passado 20 Outubro de 2020 venceu o Zonal Africano por Equipas 4.5 Online tendo uma prestação no quarto tabuleiro de 6.5 em 7 pontos possíveis sem ter nenhuma derrota.

## Torneios conquistados
- Campeonato Angolano de Juvenis (Namibe - 2012)
- Campeonato Angolano de juniores (Benguela - 2014)
- Campeonato Angolano de seniores (Namibe - 2013, Luanda - 2016, Benguela - 2017, Huambo - 2018 - Cuanza-Sul 2019)
- Campeonato Africano de juniores (Argélia - 2013, Angola - 2014, Tunísia - 2016)
- Zonal Africano Individual 4.3 (Madagáscar - 2018,2019)
- Zonal Africano por Equipas 4.5 Online (2020)